# Gasteiner Wasserfall
Koordinaten: 47° 6′ 51″ N, 13° 8′ 11″ O

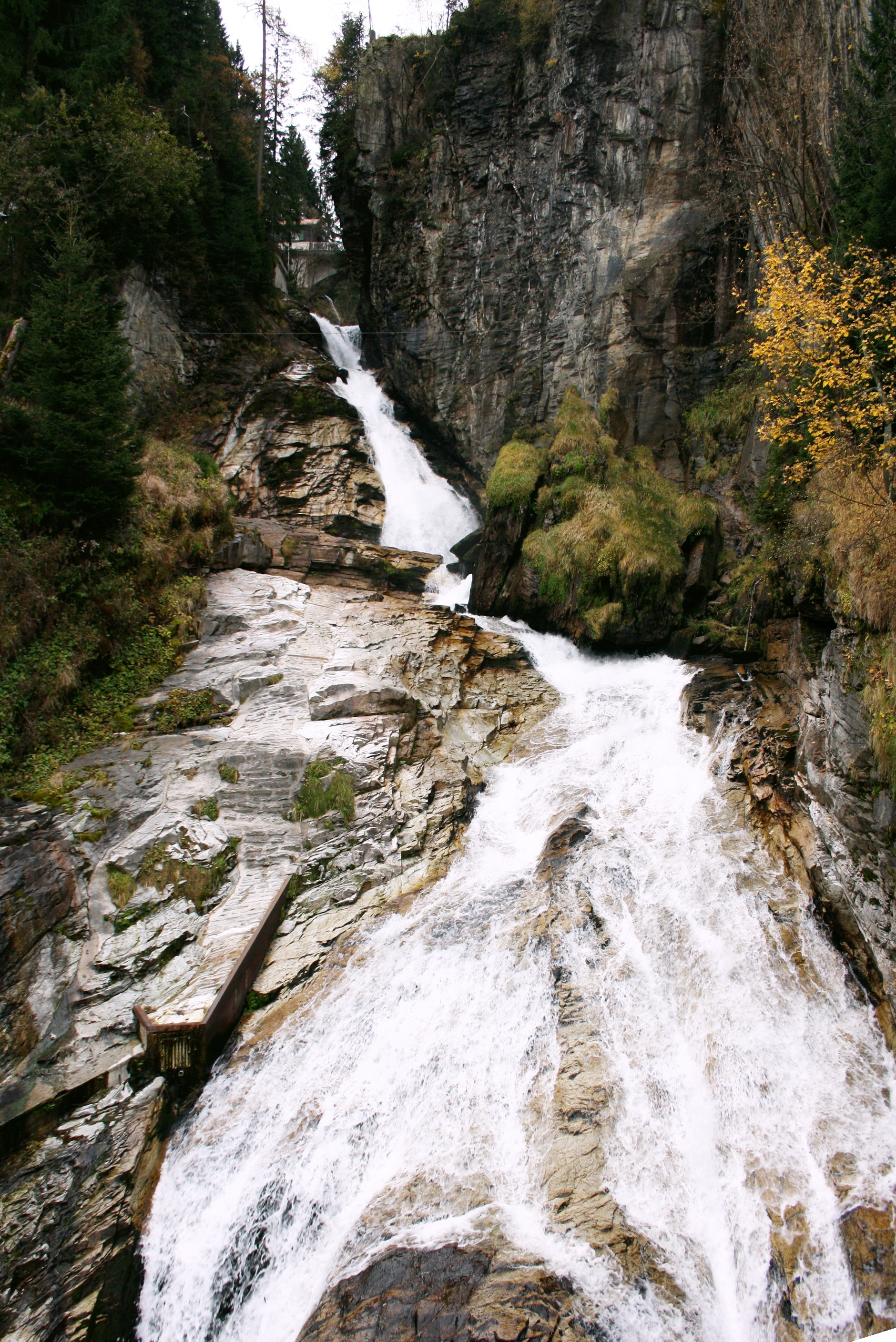
Gasteiner Wasserfall

Der Gasteiner Wasserfall gehört zu den bekanntesten Wasserfällen Österreichs und ist das Wahrzeichen von Bad Gastein.
Der Wasserfall liegt mitten im Ort Bad Gastein und war schon Motiv vieler berühmter Maler und Dichter. Die Fallhöhe der Gasteiner Ache in drei Stufen beträgt ca. 340 m. Die durch Zerstäubung negativ ionisierte Luft ist ein wichtiges Kurmittel des Ortes.
Die Gasteiner Ache entsteht aus dem Anlaufbach und der Naßfelder Ache im Kerngebiet des Nationalpark Hohe Tauern und mündet in die Salzach außerhalb des Gasteiner Tales. 1840 wurde die steinerne Wasserfallbrücke gebaut und 1927 erweitert. Der Wasserstrom hat durch die Errichtung eines kleinen Kraftwerks im Ortsteil Böckstein seit 1980 abgenommen.

## Trivia
Literarisch verewigt wurden die Wasserfälle in der Erzählung „Die Wasserfallfinsternis von Badgastein“ des Schweizer Autors Hermann Burger. Die Erzählung handelt von einem Nachtportier, der eine verschollen geglaubte Symphonie von Franz Schubert am Grunde des Wasserfalls entdeckt zu haben glaubt. Der Autor erhielt für einen Auszug aus der Erzählung 1985 den Ingeborg-Bachmann-Preis. Darin wird der Wasserfall u. a. mit den folgenden Worten beschrieben: 
Vom Wasserboden oberhalb der Franzmeierschen Säge schäumten die Garben über den Bärentritt und um den Christuskopf ins erste Gletschermilchbecken, die naßglänzenden Klammwände verengten sich zur Port, gepreßt schoß der Stieber hervor und sprühte als tanzende Schleierhose über den senkrechten Felsabbbruch, umtoste das Straubinger, dann wechselte man das Geländer und ließ sich mit den glitzernden Gischtbärten und Geisirwolken in den Abgrund und den Strudelkolk von Grabenstätt spülen.